# Ocean Software
Pour les articles homonymes, voir Océan (homonymie).
Ocean Software, également appelé Ocean of America, Inc. aux États-Unis, est une société d'édition et de développement de jeu vidéo britannique basée à Manchester. Fondée par David Ward et Jon Woods en 1983, quelques mois après leurs premiers jeux datant de fin 1982, et échangés dans leur voisinage, Ocean devient l'une des plus importantes sociétés d'édition en Europe avant d'être rachetée en 1996 par la société française Infogrames et rebaptisée Infogrames United Kingdom Limited en 1998.

## Histoire

### Ère 8/16 bits
La société est fondée en 1983 sous le nom de Spectrum Games. Le marché traditionnel d'Ocean Software était celui des micro-ordinateurs, d'abord les 8-bit (Amstrad CPC, ZX Spectrum, Oric, Commodore 64) puis les 16/32-bit (Amiga, Atari ST). Après la faillite d'Imagine Software en 1984, Ocean rachète les droits de la marque Imagine (le catalogue de jeux est lui récupéré par la société Beau Jolly) et l'utilise comme label d'édition à partir de 1985 pour la majorité des conversions arcade sur 8 bits. D'autres labels, comme The Hit Squad et Addicted to Fun, sont utilisés pour les rééditions en gamme budget et les compilations de jeux.
Dans les années 1990, elle s'ouvre davantage au marché des consoles de jeu (NES, Mega Drive, Super Nintendo). Son catalogue compte un grand nombre de conversions de jeux d'arcade, essentiellement des productions japonaises de Taito, Konami, SNK, Data East et TAD. La compagnie s'est également fait une spécialité des jeux à licence de film, à la qualité assez inégale, qu'elle déclinait sur un grand nombre de supports. Ocean Software possédait des équipes de développement en interne, notamment en France avec Ocean France, mais la société se tournait beaucoup vers des développeurs externes. La société avait également une succursale aux États-Unis, Ocean of America, Inc., basée à San José, en Californie.
Parmi les jeux originaux les plus connus, il y a notamment The Great Escape, Wizball, RoboCop (1er en Angleterre pendant 50 semaines et édité en arcade en 1988, sous licence Ocean Software, par Data East), Head over Heels, Epic, F-29 Retaliator, TFX ou Mr. Nutz. Le dernier jeu publié par Ocean Software est GT 64: Championship Edition sur Nintendo 64.

### Ocean France
En 1996, Ocean Software annonce sa fusion avec la société française Infogrames pour £100 millions. Après cette fusion, Infogrames garde Ocean comme succursale qui publiera ses propres jeux vidéo. Ocean est plus tard acquis par Digital Image Design en 1998 et la même année, Infogrames rebaptise Ocean Software en Infogrames United Kingdom Limited.
Basé dans le XVIIe arrondissement à Paris, Ocean France créé et managé par Marc Djan, a réalisé des conversions de jeux d'arcade sur ordinateur personnels comme Operation Wolf, Pang, Toki, Cabal, Plotting, Snow Bros., Dragon Ninja, Liquid Kids ainsi que quelques jeux originaux remarqués comme Beach Volley, Ivanhoe et Mr. Nutz.

## Caractéristique
L'une des caractéristiques les plus reconnaissables des jeux Ocean sur le Commodore 64 est l'Ocean Loader. Les jeux sur cassette étant les plus populaires en Europe sur ordinateurs 8-bit, le temps de chargement prend plusieurs minutes. Les jeux Ocean, contrairement à ces jeux, affichent une image tout en jouant de la musique pendant le chargement d'un jeu. Ce type de musique reste populaire parmi les fans de chiptunes. L'Ocean Loader est initialement utilisé dans le jeu Hyper Sports. Jusqu'en 1987, l'Ocean Loader est programmé par Bill Barna, de 1987 jusqu'à la fin de vie du Commodore 64, où il est remplacé par le Freeload, programmé par Paul Hughes,. Le Freeload possède aussi un mécanisme de protection des droits d'auteur.

## Développeurs externes
- Arc Developments
- Denton Designs
- Digital Image Design
- Harlequin Software
- Level 9 Computing
- Magnetic Field
- Realtime Games Software
- Sensible Software
- Sentient Software
- Special FX Software
- Software Creations
- Teque Software
- The Dome
- Twilight Productions
- PAM Development